# Caius
Svatý Caius (Gaius, česky také Kájus) byl 28. papežem katolické církve. Jeho pontifikát trval od 17. prosince 283 do 22. dubna 296.

## Život
Svatý Caius se narodil v Saloně, v dnešní Dalmácii (dnes už jen zříceniny poblíž Splitu) a pocházel z rodu císaře Diocletiana. O jeho životě není prakticky nic známo. Existují o něm pouze zmínky v životopisech svatého Šebestiána a svaté Zuzany. Byl totiž jejich strýcem.
Zda byl mučedníkem, je velmi sporné. Poslední krvavé pronásledování křesťanů se sice odehrálo za vlády císaře Diocletiana (císařem 284–305), ale první edikty proti křesťanům byly vydány až v roce 303, kdy již byl Caius dávno mrtev.
Hrobka papeže byla objevena v Kalixtových katakombách včetně originálního nápisu. Ve výtvarném umění bývá Caius zobrazován s papežskou tiárou.
Katolická církev si jeho památku připomíná 22. dubna společně s papežem svatým Soterem. Caius je uctíván zejména v Dalmácii a v Benátkách.